# UFO Robot Goldrake
UFO Robot Goldrake (ＵＦＯロボグレンダイザー?, UFO Robo Gurendaizā), titolo internazionale inglese: Ufo Robot Grendizer Raids, noto in italiano anche come Atlas UFO Robot, è un anime televisivo di genere mecha, prodotto e trasmesso in Giappone dal 1975 al 1977, frutto della collaborazione tra Gō Nagai, la sua azienda Dynamic Planning e la Toei Animation.
In Italia l'anime ebbe notevole successo di pubblico e anche le sigle italiane furono fra i singoli più venduti del 1978 (anno del suo debutto in tv sulla Rete 2) con oltre settecentomila copie il primo e oltre un milione il secondo.

## Trama

Francobolli francesi dedicati alla serie.

Da vari flashback si capisce che il pilota di Goldrake è il principe Duke Fleed, fuggito dal lontano pianeta Fleed, a bordo di un robot da battaglia, Goldrake (Grendizer), in seguito all'attacco a sorpresa delle truppe del Re Vega, un loro ex alleato. Le radiazioni di Vegatron hanno ferito Duke e distrutto quasi completamente la vita sul pianeta Fleed. Giunto sulla Terra Duke Fleed viene trovato gravemente ferito dal dottor Procton (Genzo Umon), direttore dell'Istituto di ricerche spaziali, il quale lo accoglie e lo nasconde sotto le mentite spoglie di Actarus (Daisuke Umon), facendolo passare per suo figlio di ritorno da un lungo viaggio mentre il robot con il suo disco spaziale (Spacer) viene nascosto all'interno dell'istituto, nei cui sotterranei viene costruito una sorta di enorme hangar. Duke Fleed resta nascosto e attende un nuovo attacco perché sa che il re Vega vuole sottomettere tutti gli altri pianeti per annetterli al suo impero.
Circa due anni dopo, continuando il loro progetto di invasione, le truppe di Vega giungono presso la Terra e, sotto la guida del comandante Hydargos (Blacky) e del generale Gandal (che è un tutt'uno con Lady Gandal, essendo questa la metà femminile dell'essere mostruoso che insieme formano) stabiliscono la base Skarmoon sulla Luna. Actarus, per difendere il suo pianeta adottivo, deve fare ricorso al robot. Ad aiutarlo c'è il giovane Koji Kabuto, il quale pilota un disco volante chiamato TFO (Test Flying Object). I due oppongono una agguerrita resistenza respingendo i continui assalti degli invasori che inviano a più riprese contro la Terra dei robot ma anche animali trasformati in cyborg insieme a pattuglie di dischi volanti. Durante i periodi di tregua, Actarus vive e lavora come inserviente nella fattoria di Rigel (Danbei Makiba) e dei suoi due figli, Mizar (Goro Makiba) e Venusia (Hikaru Makiba), innamorata di lui e inizialmente all'oscuro della sua reale identità, finché un giorno egli deve ricorrere alle sue capacità superiori e trasformarsi in Duke Fleed, rivelandole così il suo segreto. Gli attacchi di Vega proseguono fino a quando Hydargos, stanco delle molteplici sconfitte che ne minano il prestigio e l'autorità sotto la pressione di Gandal, progetta e mette in pratica un massiccio attacco al centro spaziale con l'utilizzo di tre mostri spaziali e centinaia di dischi volanti. Il comandante di Vega stavolta sembra avere la meglio: il disco di Koji viene distrutto, Venusia viene ferita gravemente e il centro spaziale viene invaso dalle truppe di Vega. Nel frattempo i tre mostri danneggiano seriamente Goldrake e Actarus è costretto a nasconderlo in una caverna; tornato al centro lo trova sotto l'invasione dei nemici ma riesce a raggiungere Venusia quando lei è ormai in fin di vita. La ragazza si salva solo con una trasfusione del sangue alieno di Actarus che si rivelerà essere universalmente compatibile e addirittura terapeutico. Venusia riuscirà poi a liberare Koji e Procton e a ingannare il comandante Hydargos dando a Duke il tempo di riparare il robot danneggiato. Per vendicarsi di ciò Hydargos getta la ragazza da un dirupo ma viene salvata da Goldrake. Actarus sconfigge i due mostri rimasti e si scontra con l'astronave madre, distruggendola. Mentre Gandal fugge, coperto di ustioni, Hydargos rimane a combattere fino alla morte. In seguito Venusia deciderà di combattere al fianco di Actarus usando i veicoli di appoggio che vengono costruiti per aiutare Goldrake nella lotta.
Dopo la morte di Hydargos, Gandal viene affiancato dal Ministro delle Scienze Zuril, proveniente da una stella alleata di Vega, un individuo decisamente audace e di grande cultura scientifica, nonché abile stratega; questi si contrapporrà spesso a Gandal cosicché i due finiranno spesso per contrastarsi anziché cooperare, anche se non mancheranno di allearsi contro Dantus, un altro comandante di Vega che aveva quasi sconfitto Goldrake utilizzando un gigantesco gorilla-cyborg da lui costruito.
Koji riceve un nuovo mezzo battezzato Goldrake Due (Double Spacer), grazie al quale Goldrake potrà agganciarsi e volare più agilmente nell'aria terrestre rispetto al proprio disco Spacer. A Venusia, dopo un periodo di uso misto del Goldrake 2, viene assegnato il Delfino Spaziale (Marine Spacer), un mezzo in grado di agganciarsi e far muovere Goldrake sott'acqua.
Si scopre che Maria (Maria Grace Fleed), sorella minore di Actarus, era arrivata sulla Terra ancora bambina, salvata da un anziano abitante del pianeta Fleed che l'aveva allevata come fosse sua nipote; in punto di morte egli le rivela tutto implorandola di riprendersi la sua eredità, il robot Goldrake, e consegnandole l'emblema del suo lignaggio reale, un medaglione, una pistola a raggi e un pugnale. In seguito Maria, credendo di trovare in Actarus il suo acerrimo nemico, cerca di ucciderlo col pugnale ma riesce solo a lacerare la sua casacca e a far cadere un medaglione col simbolo del pianeta Fleed, uguale al suo, che le svela la verità: i due sono fratello e sorella, eredi della famiglia reale di Fleed. Da questo momento anche Maria coadiuva il fratello in battaglia, e lo fa con un nuovo mezzo, la Trivella Spaziale (Drill Spacer), in grado di agganciarsi e far penetrare il robot Goldrake sottoterra.
La lotta prosegue con la squadra di quattro piloti e le forze di Vega subiscono numerose sconfitte, mentre il loro impero comincia a dissolversi. La stella Vega, contaminata dalle radiazioni del Vegatron, il minerale fonte di energia della sua civiltà, sta per diventare una stella morta e la Terra apparirà agli alieni come l'unica speranza per la sopravvivenza. Gli attacchi si faranno quindi sempre più decisi e disperati e la guerra s'inasprisce, con molte vittime: Kain e Morus, grandi amici d'infanzia rispettivamente di Maria e Duke, e Zuril Junior, figlio di Zuril.
Re Vega, nel tentativo di assicurarsi il buon esito della guerra, promette a Zuril la mano della figlia Rubina, ex promessa sposa di Actarus. Ma la principessa si ribella e fugge sulla Terra per comunicare ad Actarus che il suo pianeta Fleed sta rinascendo. Actarus, sorpreso, esce dall'astronave, ma, caduto in una trappola del ministro Zuril (infatuato anch'egli di Rubina), l'accusa di averlo ingannato. La giovane principessa con un gesto estremo lo salva, finendo per morire fra le sue braccia. Morirà anche Zuril, folgorato dalla pistola a raggi di Koji.
Ormai l'esercito di Vega è quasi privo di risorse e manda all'attacco Guragur, l'ultimo Mostro di Vega che, pilotato da Lady Gandal, si lancia in un ennesimo disperato attacco. Contemporaneamente Actarus si mette in viaggio verso la base nemica meditando un attacco suicida ma Koji intuisce le sue intenzioni, lo insegue e lo costringe a tornare minacciando di seguirlo anche a costo della vita. Mentre stanno tornando vengono attaccati a tradimento da Lady Gandal: Koji perde i sensi e Actarus lo salva gettandosi con il Goldrake dal suo Spacer. Quando ormai è sul punto di soccombere, l'arrivo dei mezzi di soccorso distrae Lady Gandal, e finalmente Goldrake riesce a distruggere il robot nel quale si trova la coppia. Lady Gandal stordisce il marito e propone ai Terrestri di lasciarla vivere in pace sulla Terra promettendo di uccidere il proprio re. Ella sta quasi per riuscirci ma viene fermata e uccisa dalla sua metà maschile.
Nella battaglia finale contro tutte le forze di Vega rimaste, lanciate in un ultimo disperato attacco, i compagni di Actarus alla guida di una nuova astronave, il Cosmo Speciale, distruggono sistematicamente tutte le navi e i minidischi mentre Goldrake combatte contro la nave imperiale di Re Vega. Inizia un lungo combattimento e Actarus, dopo essere stato in difficoltà, con l'aiuto dei suoi amici riesce a danneggiare gravemente il nemico e re Vega, vistosi sconfitto, per vendicarsi ordinerà di fare schiantare la propria astronave sulla Terra per contaminarla con le proprie ceneri radioattive, ma Actarus riuscirà a fermarlo in tempo: con un ultimo colpo della sua alabarda spaziale Goldrake squarcia la sezione di comando della nave colpendo lo stesso sovrano che, in un ultimo delirio di onnipotenza muore nell'esplosione, mentre gli eroi si lasciano andare a un pianto di gioia.
Terminata la guerra con la rassicurazione che la loro patria natale Fleed sta tornando alla vita, Actarus e Maria decidono di tornarvi per ricostruire, assieme a coloro che scamparono all'invasione da parte di Vega, il regno perduto. In un commosso commiato dal padre adottivo Procton e dagli amici più cari, Actarus e Maria decollano alla volta di Fleed e l'ultima sequenza li vede arrivare sul loro pianeta ormai rifiorito.

## Personaggi principali
Actarus (宇門大介?, Umon Daisuke)
Il suo vero nome è Duke Fleed (デューク・フリード?, Dyūku Furīdo) ed è il principe del pianeta Fleed. Quando la sua patria viene attaccata da Vega, con il gigantesco robot Goldrake si rifugia sulla Terra, dove viene adottato dal professor Procton e si fa chiamare Actarus. Combatte con Goldrake per vendicarsi delle forze di Vega e per difendere il pianeta Terra di cui si è innamorato.
Koji Kabuto (兜 甲児?, Kabuto Kōji)
(Alcor nel primo doppiaggio italiano)
Un giovane ed esperto pilota, ha costruito personalmente il disco volante TFO che usa per le ricognizioni e per aiutare Goldrake in missione. Diventa amico di Actarus anche se talvolta litiga con lui.
Venusia (牧葉ひかる?, Makiba Hikaru)
È una bellissima ragazza, figlia di Rigel e segretamente innamorata di Actarus.
Dottor Procton (宇門源蔵博士?, Umon Genzō hakase)
È un esperto scienziato a capo dell'Istituto di Ricerche Spaziali, che coordina le missioni di Goldrake a difesa della Terra. In passato ha adottato Duke Fleed come suo figlio.
Rigel (牧場団平?, Makiba Danbei)
Un vecchietto arzillo a capo di una fattoria. Per via della sua passione per gli esseri spaziali, che considera tutti suoi amici, trascorre le sue giornate in una torretta d'osservazione dalla quale tenta di avvistare gli UFO e comunicare con loro, trascurando i lavori della fattoria.

## Produzione

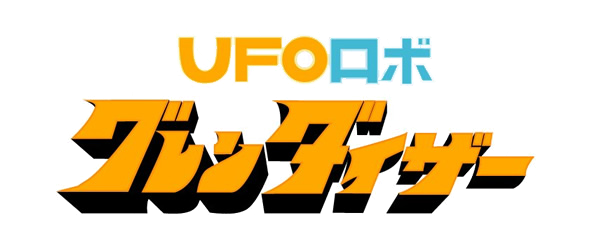
Logo della serie

Nel 1975 Gō Nagai aveva collaborato alla realizzazione di UFO Robot Gattaiger - La grande battaglia dei dischi volanti, un mediometraggio di circa trenta minuti distribuito nei cinema in Giappone e sorta di film pilota che divenne la base per lo sviluppo della serie televisiva e, in seguito, dalla sua trama vennero tratti gli ultimi tre episodi della stessa.
Per sfruttare il successo di pubblico incontrato dalle due precedenti serie anime create da Gō Nagai e prodotte dalla Toei, Mazinga Z e Il Grande Mazinga, il personaggio di Koji Kabuto, pilota del primo robot e assente nel film pilota, venne inserito nella trama della nuova serie come trait d'union e anche la caratterizzazione del robot fu modificata proprio per essere più in linea con lo stile dei mecha delle due precedenti serie di Nagai, in modo da far sì che la nuova serie formasse con esse una trilogia, anche se, a differenza delle serie di Mazinger, fu concepito subito come prodotto destinato anche a un pubblico femminile (shōjo).

### Etimo del nome
Il nome Grendizer deriva, secondo alcuni, dal Gren, metallo alieno di cui sarebbe composto il robot, mentre altri sostengono più semplicemente che derivi dalla parola inglese grand (grandioso, imponente).
Il nome del protagonista, Duke Fleed, è di derivazione incerta, ma alcuni sostengono sia un riferimento al Sigfrido wagneriano, anche se la grafia originale del nome sembra smentire questa ipotesi. Il dottor Procton in originale si chiama Umon Genzo, dove Umon sta a significare, letteralmente, ‘cancello del cielo’, Gen sta invece a significare l'origine primigenia e zou significa ‘costruire’, quindi, per trasposizione, Umon Genzo significa letteralmente ‘il vero costruttore del cancello celeste’.

## Media

### Anime
La serie anime fu prodotta in 74 episodi dalla Toei Animation e ideata da Gō Nagai sulla base del suo omonimo manga, con le musiche di Shunsuke Kikuchi e il character design e le animazioni di Kazuo Komatsubara, sostituito da Shingo Araki stabilmente a partire dall'episodio n. 49. I 74 episodi complessivi della serie furono trasmessi per la prima volta in Giappone dalla Fuji Television dal 5 ottobre 1975 al 27 febbraio 1977.

#### Edizione italiana
I diritti per la trasmissione italiana furono acquistati dalla società francese Pictural Films di Jacques Canestrier, che aveva acquistato i diritti per la trasmissione in tutta Europa stipulando un accordo con la IDDH di Bruno-René Huchez. L'acquisto fu proposto alla RAI da Nicoletta Artom, manager esecutivo dei prodotti per bambini della Rai e coautrice di Buonasera con..., che aveva assistito alla presentazione di alcuni anime al MIFED nel novembre 1977, per poi parlarne con entusiasmo al suo collega esperto di fumetti Sergio Trinchero. Il titolo Atlas Ufo Robot deriverebbe da una brochure preparata dalla Pictural Films o da Antenne 2 (che aveva acquistato i diritti per la Francia dalla Pictural Films), che in copertina riportava la dicitura Atlas Ufo Robot, dove "Atlas" nel contesto indicava che era una guida o brochure, mentre il titolo era Ufo Robot, tuttavia questa venne fraintesa per il titolo completo della serie. Questa presunta origine del titolo italiano fu raccontata nel 2007 sul sito web del produttore d/visual allestito per la promozione dei DVD della serie dove era assente il primo doppiaggio italiano; nell'aprile 1978 fu spiegato nelle pagine del Radiocorriere TV e su altre fonti che "Atlas" fosse il nome del disco volante al cui interno è collocato il robot Goldrake, nonostante non sia mai stato utilizzato nel doppiaggio. Esiste un'intervista a Paola De Benedetti, allora dirigente responsabile dei programmi per bambini della Rete 2, la quale ha affermato che l'inclusione di "Atlas" nel titolo non fu un fraintendimento, bensì una scelta deliberata adottata su proposta del direttore del doppiaggio Annibale Roccasecca che aveva ritenuto esotico il termine "Atlas", che era presente sui materiali descrittivi inviati dalla Pictural Films, proponendo quindi di affiancarlo alle parole "Ufo" e "Robot" nel titolo della serie:
(Paola De Benedetti)
Nel 2015 il collezionista Jurij Gianluca Ricotti rinviene una copia del materiale trasmesso da Pictural Films e Antenne 2 alla Rai, non trovandovi la parola "Atlas".
In Italia la serie fu trasmessa per la prima volta alle 18:45 del 4 aprile 1978 sulla Rete 2 all'interno del contenitore serale Buonasera con..., intitolato in quell'occasione Buonasera con... Superman - Atlas Ufo Robot. La prima puntata fu introdotta da una breve presentazione fatta da Maria Giovanna Elmi, allora annunciatrice Rai, che spiegava al pubblico italiano le caratteristiche della serie e della fantascienza giapponese e che raccontava del successo riscosso all'estero da questi «particolari cartoni animati»: era infatti la prima serie robotica giapponese a essere trasmessa in Italia.
Il termine “Goldrake” adottato in Italia altri non è che l'anglicizzazione del nome francese Goldoràk inventato dallo stesso Canestrier e trasformato in Italia per decisione dei dirigenti e funzionati Rai incaricati della trasmissione della serie. Molti sostengono che si tratterebbe della fusione dei nomi Goldfinger e Mandrake, anche se questa sembra essere più verosimilmente l'origine del nome di un altro Goldrake, Goldrake, l'agente playboy (Edizioni EP), un fumetto italiano per adulti realizzato da Renzo Barbieri e Sandro Angiolini nel 1966. In realtà, non solo non esistono prove di un rapporto di derivazione tra il nome del fumetto e quello dell'adattamento italiano dell'anime, ma è stato recentemente dimostrato come il nome del fumetto derivi invece dalla combinazione delle parole "Gold" e "Drake" (il famoso pirata inglese Francis Drake vissuto nel XVI secolo. I nomi italiani dei personaggi, mutuati quasi tutti dall'adattamento francese, sono di pura fantasia, a eccezione di Alcor, Mizar e Rigel che, come Vega (Alpha Lyrae), sono nomi propri di origine araba di altrettante stelle. Alcor e Mizar (Zeta UMa) si trovano nella costellazione dell'Orsa Maggiore e sono un sistema binario di stelle doppie, mentre Rigel (Beta Orionis), pure doppia, si trova in quella di Orione. Actarus, invece, è la trascrizione fonetica della pronuncia inglese di Arcturus (Alpha Bootis), nella costellazione di Boote. Venusia viene chiaramente dall'aggettivo venusiana, ossia del pianeta Venere, mentre Procton deriva probabilmente dall'inglese proton (protone), o più verosimilmente è una trasformazione del nome francese del personaggio, Procyon, che pure è una stella (doppia).
La programmazione Rai suddivise la serie in tre blocchi: dal 4 aprile al 6 maggio 1978 (24 episodi); dal 12 dicembre 1978 al 12 gennaio 1979 (25 episodi); dall'11 dicembre 1979 al 6 gennaio 1980 (22 episodi). Furono infatti doppiate e trasmesse in TV solo 71 puntate su 74, con esclusione degli episodi 15, 59 e 71, e ciò malgrado la Rai avesse acquistato l'intera serie.
Pur essendo la terza parte di una trilogia insieme con Mazinga Z e Il Grande Mazinga, in Italia la serie fu trasmessa prima delle altre due, e così nelle edizioni italiane la continuità fra le tre storie si è completamente perduta, anche per l'alterazione dei nomi originali che, ad esempio, impedisce di cogliere l'unicità del personaggio di Koji Kabuto, rimasto tale nell'adattamento del Grande Mazinga, ma chiamato Rio in Mazinga Z, ed Alcor in Atlas UFO Robot.
Dopo la prima TV, Goldrake venne ritrasmesso alcune volte sulla Rete 2, e l'ultima replica terminò giovedì 13 settembre 1984. A causa della rinuncia ai diritti da parte della Rai, il distributore italiano della serie Doro TV Merchandising iniziò a rivenderla alle emittenti locali ed al circuito Junior TV, e lì continuò ad andare in onda con successo fino al 1998. Poi a causa di controversie sul rinnovo del contratto tra Dynamic Planning, società rappresentante di Go Nagai, e la Toei Animation, i diritti sulla serie restarono bloccati per diversi anni.

#### Doppiaggio
Nell'edizione italiana del 1978 per alcuni nomi dei protagonisti ci si è riferiti all'edizione francese, per altri direttamente all'originale giapponese. Per l'edizione in DVD del 2007, supervisionata da Dynamic Production e Toei Animation e commissionata da quest'ultima, sono state create due versioni italiane: la prima mantiene i nomi dell'edizione storica del 1978 con unica eccezione del personaggio di Koji Kabuto che rimase in originale per creare continuità con Mazinga Z e Il Grande Mazinga, mentre la seconda mantiene i nomi originali giapponesi.
Nella tabella sono riportati i nomi dei personaggi dell'adattamento ufficiale d/visual, affiancati dai nomi dell'edizione RAI e con i nomi originali tra parentesi.
| Personaggio                                                                  | Giapponese        | Italiano: ed. 1978                                       | Italiano: ed. 2005   |
| ---------------------------------------------------------------------------- | ----------------- | -------------------------------------------------------- | -------------------- |
| Duke Fleed / Actarus (デューク・フリード/宇門大介?, Duke Fleed/Umon Daisuke) | Kei Tomiyama      | Romano Malaspina                                         | Romano Malaspina     |
| Alcor (兜 甲児?, Kabuto Koji, Koji Kabuto)                                   | Hiroya Ishimaru   | Giorgio Locuratolo                                       | Fabrizio Vidale      |
| Venusia (牧葉ひかる?, Makiba Hikaru, Hikaru Makiba)                          | Chiyoko Kawashima | Rosalinda Galli                                          | Rosalinda Galli      |
| Dottor Procton (宇門源蔵博士? Professor Umon Genzo)                          | Jōji Yanami       | Elio Zamuto                                              | Elio Zamuto          |
| Rigel (牧場団平?, Makiba Danbei, Danbei Makiba)                              |                   | Armando Bandini                                          | Oliviero Dinelli     |
| Mizar (牧場 ゴロ?, Makiba Goro, Goro Makiba)                                 |                   | Fabrizio Mazzotta                                        | Valeria Vidali       |
| Maria Grazia Fleed (マリアグレースフリード?, Maria Grace Fleed)              | Rihoko Yoshida    | Emanuela Rossi Liliana Sorrentino                        | Letizia Scifoni      |
| Re Vega (ヴェガ大王?, Vega DaiOh, Grande Re Vega)                            | Jōji Yanami       | Gino Donato                                              | Sergio Tedesco       |
| Comandante Hydargos (ブラッキー隊長? Comandante Blackie)                     |                   | Aldo Barberito Franco Odoardi Erasmo Lo Presto           | Vittorio Di Prima    |
| Generale Gandal (ガンダル 司令?)                                             | Kōsei Tomita      | Guido De Salvi (ep.1-25) Germano Longo (ep.26+)          | Massimo Bitossi      |
| Lady Gandal レディーガンダル (Lady Gandal?)                                  |                   | Francesca Palopoli (ep.1-27) Anna Teresa Eugeni (ep.28+) | Anna Teresa Eugeni   |
| Ministro Zuril (ずりる 科学長官? Segretario scientifico Zuryl)               | Banjō Ginga       | Sandro Iovino Andrea Lala Carlo Reali                    | Fabrizio Pucci       |
| Hayashi (林?)                                                                |                   | Enzo Consoli                                             | Fabrizio Picconi     |
| Yamada (山田?)                                                               |                   | Massimo Rossi                                            | Gabriele Trentalance |
| Ōi (大井?, Ōi)                                                               |                   | Roberto Del Giudice                                      | Gianluca Machelli    |
| Banta Arano (荒野番太?, Arano Banta)                                         | Kenichi Ogata     | Willy Moser                                              | Fabrizio Mazzotta    |

#### Home-video
La prima edizione in DVD italiana uscì dopo circa trent'anni dalla trasmissione televisiva, con il progetto di una edizione integrale in 12 DVD curata e prodotta da Dynamic Planning e Toei Animation e distribuita dall'editore nipponico d/visual. La versione home video contiene tre tracce audio: il giapponese, in italiano con i nomi dell'edizione televisiva e in italiano con i nomi originali, ma non presenta sottotitoli di sorta, ad esclusione dei cartelli presenti in funzione multiangolo. L'audio italiano consiste in un nuovo doppiaggio e i dialoghi sono stati ampiamente rivisti per correggere tutte le imprecisioni,censure,e gli errori dell'adattamento del 1978. La pubblicazione è stata interrotta dopo l'uscita del decimo volume per effetto di una vertenza legale tra Dynamic Planning e Toei Animation che, pur non essendo correlata al DVD, ne rese impossibile la continuazione. Tutti gli episodi fino al 74 furono comunque doppiati e masterizzati. Toei Animation possiede tuttora la proprietà su quei doppiaggi. La seconda edizione in DVD è stata prodotta da RCS e Yamato Video e distribuita nelle edicole con La Gazzetta dello Sport dal 28 agosto 2014. Anche questa edizione presenta tre tracce audio, ma a differenza della precedente al posto del ridoppiaggio con i nomi originali è presente il doppiaggio italiano del 1978 e i sottotitoli con l'audio giapponese.
Il 22 novembre 2018 Koch Media e Yamato Video incominciano la pubblicazione dei box in DVD e Blu Ray. Questa terza edizione mantiene le caratteristiche della precedente.

#### Goldrake U
Per rilanciare la serie è stato realizzato Goldrake U (グレンダイザー U?, Gurendaizā U), una serie animata televisiva annunciata nel 2022 da Go Nagai con il nome di lavorazione Project U. La serie è diretta da Mitsuo Fukuda (regista di Gundam SEED e de L'invincibile Dendoh) e Shun Kudo, sceneggiata da Ichirō Ōkouchi (Devilman Crybaby, Gundam: The Witch from Merury), la colonna sonora a Kōhei Tanaka (One Piece, Gunbuster) il design dei mecha è di Ko Inaba (Gundam: The Witch from Mercury) Junichi Akatsu (Gundam SEED) e AF_KURO (MOTORED CYBORG RUNNER), mentre il character design è di Yoshiyuki Sadamoto (Nadia - Il mistero della pietra azzurra, Neon Genesis Evangelion). Go Nagai è accreditato come produttore esecutivo. La serie, prodotta da Gaina in collaborazione con la saudita Manga Production, è stata trasmessa in Giappone dal 6 luglio al 27 settembre 2024 su TV Tokyo.mentre in Italia è stata trasmessa dal 6 al 17 gennaio 2025 su Rai 2 

### Manga e altri fumetti
Il manga venne scritto da Go Nagai e pubblicato dalla Kodansha sul TV Magazine da ottobre 1975 a maggio 1976 e venne poi raccolto in due volumi. Un primo sequel ufficiale del manga e dell'anime viene distribuito nel 2021 dalla casa editrice francese Kana Editions all'interno della collana Editions Kana Graphic Novel.

#### Sequel
Garla, un manga del 1976, era stato originariamente pensato da Gō Nagai come seguito di Goldrake, ma la disputa nata con la Toei Animation per i diritti su Gaiking fece naufragare il progetto. Nel 2002 Goldrake è stato ripreso nel sesto capitolo del volume Dynamic Superobot Wars (pubblicato in Italia nel 2005), e poi nuovamente nel 2004 nel manga Dynamic Heroes (pubblicato in Italia nel 2007 dalla D/books nella doppia versione con nomi originali giapponesi e nomi dell'edizione storica italiana trasmessa dalla Rai Rete 2 a partire dal 1978). Nell'agosto del 2014 viene annunciato che già dal settembre dello stesso anno la rivista Champion RED inizierà a pubblicare Grendizer Giga, un manga remake di Goldrake.
Per vedere la pubblicazione di un sequel ufficiale a fumetti (autorizzato da Go Nagai) bisogna attendere la graphic novel Goldorak, realizzata dagli autori della scuola franco-belga e distribuita dal 15 ottobre 2021. Goldorak è il nome che in Francia viene dato a Ufo Robot Grendizer ed è stata a metà degli anni settanta il primo anime ad essere trasmesso oltralpe. Il successo è stato da subito strepitoso arrivando a creare il mito che quando veniva trasmesso un episodio del robot di Nagai in alcuni casi si poteva vantare un rating televisivo del 100%, ovvero ogni francese con la televisione accesa a quell'ora era sintonizzato per guardare il nuovo episodio. Nel 2020 l'editore francese Editions Kana annuncia la realizzazione di una graphic novel ambientata cronologicamente 10 anni dopo la fine del celebre anime a autorizzata dallo stesso Nagai. L'opera risulta composta da 120 pagine e la storia viene affidata allo scrittore Xavier Dorison in collaborazione con Denis Bejram, qui nelle vesti anche di disegnatore. Ai disegni collaborano Brice Cossu e Alexis Sentenac mentre i colori sono curati da Yohan Guillo.
Sinossi: Actarus (Duke Fleed) e sua sorella sono ormai tornati sul loro pianeta natale Fleed, la Terra è salva ma un nuovo Mostro di Vega emerge all'improvviso portandosi dietro le forze militari sopravvissute al collasso dell'Impero di Vega. Il dottor Procton riesce a ricontattare Duke Fleed che è pronto a tornare in azione con Goldrake, anche se per qualche misterioso motivo pare fosse già sulla Terra in incognito insieme alla sorella Maria.
Il volume è accolto con entusiasmo dalla critica e dal pubblico che ha modo di rivedere amati personaggi quali Koji Kabuto o Actarus. La pubblicazione dell'opera riscuote un grosso interesse a livello mediatico e lo scrittore Dorison viene intervistato dall'importante testata giornalistica Le Figaro. L'autore dichiara che non vuole realizzare una storia che si basi unicamente sull'effetto nostalgia ma vuole approfondire la personalità di Duke Fleed per andare all'origine di quelli che erano emersi nell'anime come dei forti turbamenti interiori. Questo approccio serve inoltre a dare alla graphic novel una chiave di lettura più adulta.
Bisogna sottolineare che i Saucer Beasts di Vega, al pari dei Mostri Meccanici del Dottor Inferno per Mazinga Z, sono i giganteschi robot realizzati per invadere la Terra e sottometterla. Sono composti da un metallo radioattivo di nome Vegatron. Paradossalmente l'uso massiccio di tale materiale ha reso instabile la struttura dello stesso pianeta Vega che ora necessita di nuovi pianeti abitabili. Alcuni di questi robot sono pilotati dagli stessi Veghiani da una cabina di comando, mentre altri sono pilotati in parte a distanza e in parte dal cervello di abitanti di Fleed impiantato nella struttura.
L'opera risulta essere tra i fumetti più venduti in Francia nel 2021.

#### Grendizer Giga
Grendizer Giga (グレンダイザー ギガ?) è un reboot del manga della storia originale di UFO Robot Goldrake di Go Nagai. Il manga è stato pubblicato su Akita Shoten's Champion RED dal 19 settembre 2014 al 19 luglio 2015 e presenta una versione alternativa della storia originale indipendente dal resto del franchise Mazinger.
Secondo un'intervista con la Hobby Japan magazine, Spaceship mangaka, Go Nagai doveva produrre solo due volumi di contenuto. Ha anche affermato di volere continuare il manga in una data successiva anche se in circostanze diverse. Per promuovere l'uscita del primo volume, è stato creato un PV animato da Dynamic Productions e pubblicato su YouTube. L'inserimento del personaggio Cutey Honey nel manga è stato dichiarato a causa di una espansione per includere Danbei, dato il suo ruolo nel franchise Cutey Honey nel suo complesso. Durante le sue uscite iniziali, gli appassionati del Grendizer (l'originale) hanno elogiato il manga per ridimensionare la formula della serie originale, nonché i disegni dei personaggi e delle scene di battaglia. Tuttavia la serie è stata elogiata e criticata perché mostra i collegamenti alla serie precedente, inclusi i ruoli dei personaggi principali occupati dal Makiba Family e Space Laboratory e l'inclusione di Cutey Honey. La critica principale della serie è stata la corsa breve della trama e la mancanza di sviluppo del carattere. Grendizer Giga è molto simile a franchise Cobra (manga prodotto nel 1978) e inoltre i ricordi di Daisuke, così come il cambiamento della personalità, sono simili al cambiamento di Cobra nei ricordi e nell'aspetto di nascondersi dai nemici; Maria è un'androide, che assiste Ruke in battaglia, come in Cobra che viene assistito dal partner Lady Armaroid.

### Lungometraggi di montaggio
In Italia sono stati realizzati tre adattamenti cinematografici regolarmente autorizzati della serie televisiva, nati da un'operazione di montaggio di vari episodi: Goldrake all'attacco, Goldrake l'invincibile e Goldrake addio. Il primo, con il sottotitolo La più grande avventura di UFO Robot, basato su un collage dei primi episodi della serie, presenta infatti una colonna sonora modificata, in cui sono stati aggiunti a più riprese i nove brani in italiano (Ufo Robot, Rigel, Venusia, Alcor, Vega, Goldrake, Pianeta Terra, Atlas UFO Robot, Procton) dell'introvabile LP Atlas Ufo Robot, cantati, tra gli altri, da Fabio Concato (Rigel, Procton, nonché cori in tutte le altre) e Dominique Regazzoni (Venusia). Nel film si può inoltre ascoltare l'inedita versione strumentale della famosa sigla italiana Ufo Robot, orchestrata da Vince Tempera (che in un'intervista ha dichiarato di avere ottenuto proprio con la canzone Ufo Robot il suo maggior successo di vendite). Il secondo film, Goldrake l'invincibile, raccoglie gli episodi con le prime apparizioni di Maria Grace Fleed, mentre il terzo, Goldrake addio, contiene tra gli altri l'episodio 71, uno dei pochi non trasmessi nella edizione italiana, e come sigla di testa presenta la versione strumentale della sigla originale giapponese presa, con tanto di effetti sonori, dalla musica di sottofondo che accompagna la corsa di Actarus verso il suo robot nell'hangar sotterraneo.
Nel film di montaggio Mazinga contro gli UFO Robot, uscito nelle sale italiane nel 1978, è contenuto anche il cortometraggio UFO Robot Goldrake contro il Grande Mazinga, che può considerarsi a tutti gli effetti un episodio cinematografico della serie televisiva, in quanto compatibile con la storyline di questa, eccezion fatta per la distruzione del TFO, il disco volante di Koji, di cui propone una versione alternativa.
Goldrake compare anche nel film di montaggio Gli UFO Robot contro gli invasori spaziali, uscito nei cinema italiani nel 1979, in cui è contenuto il mediometraggio UFO Robot Goldrake, il Grande Mazinga e Getta Robot G contro il Dragosauro, del 1976.

### Videogiochi
Super Robot Wars, serie (1991 – 2021) Banpresto
Mazinger Z (1993) Banpresto
Megaton Musashi: Wired (autunno 2023) LEVEL-5
UFO Robot Goldrake: Il banchetto dei lupi (14 novembre 2023) Microids

## Accoglienza

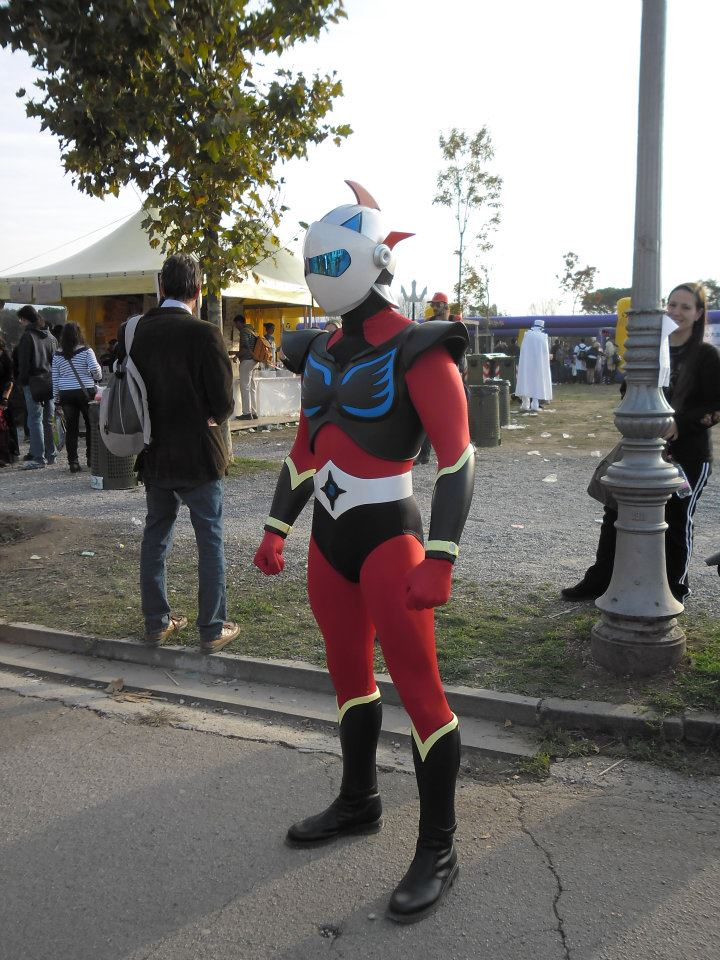
Cosplay di Actarus.

### Italia
La Goldrake-mania conquistò parte del Paese, che ben presto divenne il maggiore acquirente occidentale dei cartoni animati made in Japan proprio grazie al successo di Atlas UFO Robot. Gli indici di ascolto della RAI salivano alle stelle quando Goldrake compariva sugli schermi e si scatenò una sorta di delirio collettivo. L'immagine di Goldrake finì su centinaia di prodotti diversi: fumetti, libri, dischi, maschere di carnevale, macchine a pedali per bambini, accappatoi, lenzuoli, cartelle per la scuola, astucci, tatuaggi lavabili, modellini e addirittura dei doposci, riempirono i negozi di tutta Italia. In un'intervista pubblicata sulla rivista Mangazine n.31 (Gennaio 1994), il doppiatore Romano Malaspina, voce del protagonista Actarus, dichiarò di aver conosciuto anche giornalisti, medici e altri liberi professionisti, che la sera lasciavano lo studio un'ora prima proprio per andare a vedere Goldrake in televisione.
Particolare successo ebbero le due sigle italiane e il relativo LP contenente la colonna sonora della serie. Ufo Robot, la prima sigla, sfondò il tetto del milione di copie vendute, raggiungendo la quarta posizione dei singoli più venduti. Goldrake raggiunse la settima posizione, vendendo oltre settecentomila copie. Entrambe le sigle, scritte da Luigi Albertelli su musica e arrangiamento di Vince Tempera, Ares Tavolazzi e Massimo Luca, confluirono nell'album Atlas Ufo Robot.
Tuttavia, mentre bambini e ragazzini erano entusiasti, molti genitori si mostrarono perplessi, se non ostili alla novità. Malgrado il disappunto verso la serie avesse trovato finanche l'appoggio di alcuni parlamentari, come il deputato Silverio Corvisieri, membro della Commissione di Vigilanza RAI, che intervenne con un articolo fortemente critico dal titolo Un ministero per Goldrake pubblicato su La Repubblica del 7 gennaio 1979, la serie non fu però interrotta, e la sua popolarità continuò a crescere.
Il successo della serie televisiva ebbe anche ripercussioni nella critica, Lotta Continua lo definì "un simbolo di ribellione" e fu ben accolto da Gianni Rodari, mentre contro la trasmissione si schierarono Dario Fo e Alberto Bevilacqua.
In piena Goldrake-mania si diffuse, sia sulla stampa per ragazzi che nelle pubblicazioni sui programmi televisivi, la falsa informazione secondo cui i cartoni animati giapponesi (fra cui Goldrake) non erano "animati a mano", ma generati da un computer, che, sulla base dei dati inseriti (immagini dei protagonisti, tipo di storie, ecc.), avrebbe realizzato il tutto automaticamente. Nel maggio 1990 la fanzine Mangazine pubblicò un dossier sulla Toei Animation di Luca Raffaelli, contenente un'intervista a Umeda, l'allora responsabile della Toei, il quale, sull'argomento, così si espresse: «Computer? Qui non ci sono affatto. So che in Italia circola la leggenda secondo cui i nostri cartoni animati sono realizzati con il computer, ma le assicuro che qui dentro non ce n'è uno». Anche sul n. 8 (novembre 1991) della rivista Mangazine fu pubblicato un dossier sulla Toei, a cura di Federico Colpi. L'intervistatore ricorda che il portavoce della Toei, dopo una lunga risata, rispose: «Scusi, ma li ha visti i nostri studi? Qui non c'è nemmeno l'aspirapolvere, perché è tecnologia troppo avanzata... E poi, Goldrake è del 1975! A quei tempi non c'erano nemmeno i word processor».

### In altre lingue
- Giapponese: グレンダイザー?, Gurendaizā
- francese: Goldorak
- inglese: Grendizer
- USA: Grandizer
- tedesco: Goldorak
- in arabo جريندايزر ‎?, Grīndāyzar
- svedese: Goldorak, rymdfantomen (lett. "Goldorak, il fantasma dello spazio")